# Gebhard Friedrich Casimir von der Schulenburg
Gebhard Friedrich Casimir von der Schulenburg, auch Gebhardt Friedrich Casimir von der Schulenburg (* 15. April 1734 in Weßmar; † 17. September 1798 in Lauchstädt) war ein kurfürstlich-sächsischer und königlich-polnischer Kammerherr, Oberforst- und Jägermeister sowie Rittergutsbesitzer.

## Leben
Er stammte aus dem brandenburgischen Adelsgeschlecht von der Schulenburg und war das einzige Kind von Otto Casimir von der Schulenburg und dessen Ehefrau Helena Felicitas von der Schulenburg geborene von Veltheim. Gebhard Friedrich Casimir wurde am 17. April 1734 in der Kirche von Weßmar evangelisch getauft. Zu seinen 24 Taufpaten zählten der preußische General Graf von der Schulenburg auf Beetzendorf, der Schatzrat von Bartensleben auf Wolfsburg, der Stiftsrat von Burckersroda auf Kötzschau, der Merseburger Domherr von Alvensleben auf Klosterrode, der Kammerjunker von Zanthier auf Zschernitz, Herr von Bose auf Ermlitz und andere adlige Personen.
Als Gebhard Friedrich Casimir von der Schulenburg acht Jahre alt war, starb sein Vater, der ihn zum Universalerben eingesetzt hatte. Wie vom Vater verfügt, übernahm zunächst die Mutter die Administration des Rittergutes Weßmar, bis Gebhard Friedrich Casimir von der Schulenburg das 21. Lebensjahr erreicht hatte und somit volljährig war. Zwischenzeitlich hatte seine Mutter den Oberstleutnant von Schmertzing geheiratet, der dadurch sein Stiefvater wurde.
Zuletzt war Gebhard Friedrich Casimir von der Schulenburg Oberhofjägermeister und Ständedirektor, auch Oberinspektor sämtlicher Flöße im Kurfürstentum Sachsen und lebte in Bärenfels im Osterzgebirge. Er starb, als er auf einer Dienstreise im Amt Lauchstädt am Morgen des 17. September 1798 die Rückreise antreten wollte, an einem Schlaganfall.

## Familie
1781 heiratete er Christiane Henriette Wilhelmine, die Tochter des Kammerherrn Johann Heinrich von Helldorf auf St. Ulrich. Die aus dieser Ehe hervorgegangenen zwei Kinder waren zum Zeitpunkt seines Todes unmündig. Laut Schulenburg’scher Familiengeschichte hinterließ er nur eine Tochter, er hatte aber auch noch den Sohn Johann Heinrich Samuel von der Schulenburg und eine zweite Tochter.